# ライヴ・イン・オーランド、FL 1972
『ライヴ・イン・オーランド、FL 1972』（Live in Orlando, FL 1972）は、キング・クリムゾン・コレクターズ・クラブ（KCCC）が2003年に発売した2枚組CD。イングランドのロック・バンドであるキング・クリムゾンが1972年2月から4月まで行ったアメリカ・ツアーのライブ・アルバムで、同クラブの通算23作目である。

## 解説

### 本作の内容
1972年2月27日に行なわれたオーランド公演を収録。全9曲の内訳は以下のとおり。
- 『クリムゾン・キングの宮殿』（1969年）から1曲
- 『ポセイドンのめざめ』（1970年）から2曲
- 『リザード』（1970年）から1曲から
- 『アイランズ』（1971年）から3曲
- シングルB面収録曲1曲
- 未発表曲1曲

ライナーノーツの執筆者には当時のメンバーだったメル・コリンズが起用された。彼は当時のメンバーで同じツアーの模様を収録した『ライヴ・アット・サミット・スタジオ 1972』（2000年）のライナーノーツを執筆したイアン・ウォーレスと同様に、『ライヴ・アット・ジャクソンヴィル 1972』（1998年）のライナーノーツでロバート・フリップが当時のメンバーについて指摘した点を意識したと思われる記述を残した。
キング・クリムゾンのファンの殆どが、様々なメンバーからなる幾つもの異なるクリムゾンが経験した混乱について知っていると思うし、実際、このコンサートでのロバートはひどく元気がないかのように聞こえる。（中略）しかし全体を通じると、素晴らしく感情のこもった彼の演奏がいくつか存在する。例えばボズ、イアン、私による非常に自己満足な即興演奏（「アースバウンド」）では、彼がやって来て惑星を救って地上に平和がもたらされる。そして「ケイデンスとカスケイド」の大変に美しい短調から長調への冒頭部が始まり、極めて真っ当なことではあるが、観衆から拍手喝采が沸き起こる。
—本作ライナーノーツの抄訳
このツアーでの演奏を編集したライブ・アルバム『アースバウンド』（1972年）同様、カセット・レコーダーで録音した音源が用いられている。『アースバウンド』に収録された「アースバウンド」は、本作での同名収録曲が「ケイデンスとカスケイド」が始まる前の箇所でフェイド・アウト処理されたものである。

## 収録曲
邦題は日本盤CDに準拠。
| #         | タイトル                                            | 作詞・作曲                    | オリジナル                       | 時間  |
| --------- | --------------------------------------------------- | ----------------------------- | -------------------------------- | ----- |
| 1.        | 「冷たい街の情景 Picture of a City」                | Robert Fripp, Pete Sinfield   | 『ポセイドンのめざめ』（1970年） | 10:12 |
| 2.        | 「フォーメンテラ・レディ Formentera Lady」          | Fripp, Sinfield               | 『アイランズ』（1971年）         | 8:24  |
| 3.        | 「船乗りの話 The Sailer's Tale」                    | Fripp（インストゥルメンタル） | 『アイランズ』                   | 6:57  |
| 4.        | 「サーカス Cirkus」                                 | Fripp, Sinfield               | 『リザード』（1970年）           | 9:20  |
| 5.        | 「レディース・オブ・ザ・ロード Ladies of the Road」 | Fripp, Sinfield               | 『アイランズ』                   | 6:07  |
| 合計時間: | 合計時間:                                           | 合計時間:                     | 合計時間:                        | 41:00 |

| #         | タイトル                                                   | 作詞・作曲                                                           | オリジナル                                | 時間  |
| --------- | ---------------------------------------------------------- | -------------------------------------------------------------------- | ----------------------------------------- | ----- |
| 1.        | 「グルーン Groon」                                         | Fripp（インストゥルメンタル）                                        | シングル『キャット・フード』B面（1970年） | 16:09 |
| 2.        | 「21世紀のスキッツォイド・マン 21st Century Schizoid Man」 | Fripp, Greg Lake, Ian McDonald, Michael Giles, Sinfield              | 『クリムゾン・キングの宮殿』（1969年）    | 11:05 |
| 3.        | 「アースバウンド Earthbound」                              | Fripp, Mel Collins, Boz Burrell, Ian Wallace（インストゥルメンタル） |                                           | 6:31  |
| 4.        | 「ケイデンスとカスケイド Cadence and Cascade」             | Fripp, Sinfield                                                      | 『ポセイドンのめざめ』                    | 4:24  |
| 合計時間: | 合計時間:                                                  | 合計時間:                                                            | 合計時間:                                 | 38:09 |

## ミュージシャン
- ロバート・フリップ　Robert Fripp – ギター、メロトロン
- メル・コリンズ　Mell Collins – サクソフォーン、フルート、メロトロン
- ボズ・バレル　Boz Burrell – ベース、リード・ヴォーカル
- イアン・ウォーレス　Ian Wallace – ドラムス、バッキング・ヴォーカル